# Буйських Сергій Борисович
Сергій Борисович Буйських (27 липня 1949, м. Курган, РСФРР) — 8 березня 2020, Київ) — кандидат історичних наук, старший науковий співробітник Інституту археології НАН України. Фахівець у галузі античної археології.

## Життєпис
Навчався на історичному факультеті КДУ ім. Т. Г. Шевченка (кафедра археології, 1966–1971).
Він має сина Дениса (1977), доньку Юлію (1985), онука Степана (2009). В Інституті археології працює з листопада 1974 р. Але якщо додати до цього аспірантуру, студентський час з незмінною участю в інститутських експедиціях і роки занять у гуртку «Юний археолог» при Інституті, який Сергій активно відвідував іще школярем, то вийде, що з нашим Інститутом у нього пов'язано понад 45 років життя!
Пройшов не легкий, багато в чому тернистий і виснажливий шлях від аматора-початківця до визнаного (і у нас, і за кордоном) професіонала, відомого вченого, одного з найкращих представників української школи антикознавства.
У доробку ювіляра кандидатська дисертація (1984), 170 друкованих наукових праць (у тому числі три монографії), понад 200 виявлених у розвідках по Надчорноморщині давніх поселень, 20 ретельно досліджених ним городищ, поселень і некрополів різного часу на хорі Ольвії, 40 доповідей на представницьких наукових форумах України, Росії, Польщі, Болгарії, Сербії, Греції, Італії, Іспанії, Німеччини, Франції, Данії, Грузії, Великої Британії.
З формального погляду — зовсім непоганий проміжний підсумок для 60-річного дослідника. Але ж, коли дивитися на цього вченого через інші окуляри, крізь які суспільство оцінює та сприймає науку, де ієрархія є її знаком і символом, виникають думки зовсім іншого «формату». Стає помітною «неповнота» оцінки за критеріями унормованості науки званнями: чому не доктор? Не професор? Не член-кореспондент?
Отож спробуємо, бодай дуже стисло, пошукати відповіді на дане питання. Коли у 1970-1980-х рр. однолітки Сергія (тоді ще — «молоді вчені») прагматично захищали свої кандидатські, він залишався схильним до романтичного сприйняття світу. Обраний головою ради молодих вчених Інституту, не жалів свого часу й енергії для тих самих «молодих вчених», організовував молодіжні конференції, збирав і «пробивав» до друку молодіжні наукові збірки, домагався переводу здібної молоді з лаборантів у м. н. с. або прийому до аспірантури.
Коли у 1990-ті роки український міф спалахнув, аби невдовзі поблякнути, в мистецьких, літературних і наукових колах почалося різке знецінення всіляких символічних кодів — героїчного, величного, справедливого, жертовного, Сергій же, замість просування своєї докторської, оскільки мав уже високий авторитет вченого та можливості, знову захопився охоронною функцією, щоб наука не втратила своїх класиків у сьогоднішньому та майбутньому. Збирав і записував спогади українських археологів — Р. І. Ветштейн, Ю. І. Козуб, Є. В. Максимова, Л. М. Рутковської, І. Б. Клеймана, А. В. Буракова та ін. Вдалося підготувати та провести наукові читання до 90-річчя його великого вчителя Лазаря Мойсейовича Славіна, видати наукову збірку його пам'яті. І все це — без жодної копійки від Академії наук!
Останньою його «жертвою» стала підготовка до друку та видання рукописів колеги і друга В. М. Отрешка, що рано пішов із життя. Він почав цим займатися саме тоді, коли у рідному відділі колеги взялися за докторські, а Сергієві перед настанням пенсійного віку прозоро натякнули, що без докторської йому навряд чи на щось можна буде надалі розраховувати.
Подібне не раз спостерігалося й раніше: свого часу всі прагнули залучити до своєї експедиції якомога більше досвідчених лаборантів, землекопів або студентів, Сергій брав «незручних» вихованців спец-інтернатів і сиротинців, займався у полі не тільки археологією, а й рятував поневіряні, понівечені юні душі.
Коли йому запропонували видати свої вірші окремою книгою, він (аналогів немає!) левову частку обсягу видання віддав колегам-археологам, репрезентуючи перед читачем не тільки свою, а й їхню творчість.
Очевидно, сергієва доля могла б скластись успішніше: він був вихований у сім'ї радянського офіцера (до того ж переконаного сталініста), а цей клан своїх не покидає у складних життєвих ситуаціях. Але археолог Буйських, як виявилося ще й по-новому самоідентифікувався — будучи росіянином за народженням, став за покликом свого щирого серця патріотом України.
Подібних алогічностей на життєвому шляху Сергія було чимало (він навіть народився не в пологовому будинку, як водиться, а… в дорозі, тож і тут, гадаю, не обійшлося без втручання долі. Саме за цю життєву нелогічність, тобто — щирість, добросердість, відкритість, правдолюбство, безпосередність, вірність дружбі, відданість романтиці професії (в чому я колись переконався сам, перебуваючи у Сергія в експедиції), та непохитну віру в морально-етичні цінності- Сергія Буйських і поважають, і цінують, і люблять у широкому колі друзів, соратників і колег.
Як історик я переконаний, що люди, котрі прийшли у науку через схильність до романтичного сприйняття світу і не відступилися від нього впродовж усієї своєї кар'єри — це рідкісна, цінна та вельми необхідна категорія вчених. Їм притаманна орієнтація не на успіхи та здобутки, вони сприймають саме життя як найбільшу цінність і подарунок. В ім'я цього вони готові безоглядно витрачати себе без залишку на справи, жертвувати собою заради інших. За законами історичного розвитку цей світ колись відійде, як відійшли свого часу багато світів до нас. Але поки йому судилося існувати в підзоряному просторі, він, безумовно, триматиметься саме на таких невиправних останніх романтиках, як Сергій Буйських.
Поет (збірки «Друга муза історика»).
Літ.
Сагайдак Михайло.Сергій Буйських // Ант. Вип. 22-24. — 2010. — С. 140–141.